# Windham County, Vermont
Windham County är ett county i delstaten Vermont, USA. Det är ett av fjorton countyn i staten. Den administrativa huvudorten (county seat) är Newfane. År 2010 hade countyt 44 513 invånare.

## Geografi
Enligt United States Census Bureau har countyt en total area på 2 067 km². 2 043 km² av den arean är land och 24 km² är vatten.

### Angränsande countyn
- Windsor County - nord
- Sullivan County, New Hampshire - nordöst
- Cheshire County, New Hampshire - öst
- Franklin County, Massachusetts - syd
- Bennington County - väst